# 彼得·维绍米尔斯基
彼得·维绍米尔斯基（波蘭語：Piotr Wyszomirski，1988年1月6日—），波兰男子手球运动员，场上位置是守门员。他曾代表波兰国家队参加2016年夏季奥林匹克运动会手球比赛，获得第四名。